# Pierre Devaux
Pierre Devaux, född 24 november 1897, död 11 januari 1984, var en friidrottare från Belgien. Han deltog vid olympiska sommarspelen 1920.